# Légny
Légny es una comuna francesa situada en el departamento de Ródano, en la región de Auvernia-Ródano-Alpes.

## Demografía
| 224 | 232 | 254 | 322 | 337 | 449 | 691 |
| Para los censos de 1962 a 1999 la población legal corresponde a la población sin duplicidades (Fuente: INSEE [Consultar]) |     |     |     |     |     |     |